# Mischaël Modrikamen
Mischaël Modrikamen (nacido en Charleroi; 22 de febrero de 1966) es un abogado y político belga. Es el líder del partido político liberal-conservador de Bélgica Parti Populaire.